# Oss West vasútállomás
Oss West vasútállomás vasútállomás Hollandiában, Oss községben, Oss településen.

## Vasútvonalak
Az állomást az alábbi vasútvonalak érintik:
- Tilburg–Nijmegen-vasútvonal

## Kapcsolódó állomások
A vasútállomáshoz az alábbi állomások vannak a legközelebb:
- Oss vasútállomás
- Rosmalen vasútállomás